# Rexea prometheoides
Rexea prometheoides är en fiskart som först beskrevs av Bleeker, 1856.  Rexea prometheoides ingår i släktet Rexea och familjen havsgäddefiskar. Inga underarter finns listade i Catalogue of Life.